# Lobodillo renschii
Lobodillo renschii är en kräftdjursart som beskrevs av Johann Moritz David Herold 1931. Lobodillo renschii ingår i släktet Lobodillo och familjen Armadillidae. Inga underarter finns listade i Catalogue of Life.